# 프랑수아빅토르 위고
프랑수아빅토르 위고(프랑스어: François-Victor Hugo, 프랑스어 발음: [fʁɑ̃swa viktɔʁ yɡo], 1829년 12월 27일 ~ 1872년 12월 27일)는 프랑스의 작가자 번역가다.

## 생애와 업적
그는 1829년 12월 27일 프랑수아빅토르 위고라는 본명을 가지고 태어났으며, 소설가 빅토르 위고와 그의 아내 아델 푸셰 사이에서 넷째아들로 태어났다. 주로 윌리엄 셰익스피어의 작품을 프랑스어로 번역하여 1859년부터 1866년까지 총 18권으로 출판했으며, 1857년에는 《알려지지 않은 노르망디》를 폐간했다. 정치적으로도 활동하여 1848년부터 1851년까지 신문 《사건》과 1869년 신문 《복기》의 발행을 도왔으나 모두 정권 탄압으로 폐감됐다. 그는 1852년 아버지를 따라 건지섬으로 망명하여 가문 초상 사진 작업에도 참여했으며, 1872년 12월 27일에 결핵으로 43세에 사망한 후 파리의 페르 라셰즈 묘지에 묻혔다.